# Gustav Fechner
Gustav Theodor Fechner (19. dubna 1801 – 18. prosince 1887) byl německý fyzik, psycholog, filozof a estetik. Společně s Wilhelmem Wundtem a Hermannem von Helmholtzem je považován za zakladatele moderní experimentální psychologie. Svému experimentálnímu přístupu říkal psychofyzika, a definoval ji jako vědní obor, který se zabývá vztahem mezi fyzikálními impulsy a jejich subjektivním vnímáním. U té příležitosti definoval tzv. Weberův-Fechnerův zákon, který říká, že vztah mezi fyzickým podnětem a jeho subjektivním vnímáním je nelineární.

## Život
Narodil se v Dolní Lužici. Jeho otec byl protestantský pastor. Vystudoval gymnázium v Sorau (dnešní Żary) a roku 1817 pak začal studovat lékařství na Medizinische Akademie Carl Gustav Carus v Drážďanech. Rok poté přestoupil na Lipskou univerzitu, kde získal v roce 1822 bakalářský titul. Magisterské studium již ovšem věnoval přírodní filozofii (tedy přírodovědě). Dostal nabídku na univerzitě i učit, ale nepřijal a začal se živit jako překladatel z francouzštiny (např. prací Jean-Baptiste Biota nebo Louis Jacques Thénarda). Začal se zabývat fyzikou a v roce 1831 publikoval první významný článek v tomto oboru věnovaný galvanickému článku. Již roku 1834 pak získal na Lipské univerzitě post profesora fyziky.
V roce 1839 se mu vymknul z rukou experiment, při němž pozoroval slunce přes barevná sklíčka. Částečně oslepl a navíc se u něj začala poté rozvíjet psychická choroba, trpěl nechutenstvím a depresemi, měl i sebevražedné sklony. Z profesorského místa musel v tomto stavu odejít.
Kolem roku 1843 se ale jeho psychický stav zlepšil a vrátil se mu i zrak. Díky tomu se mohl vrátit na univerzitu. Spřátelil se v té době s Wilhelmem Wundtem.
Více než fyzice se ovšem začal v pozdějších letech svého života věnovat filozofii, zejména tématu vztahu mezi tělem a myslí. Stál přitom na pozicích německého idealismu a odmítal sílící materialismus ve vědě.

## Dílo
Jeho klíčovou prací je Elemente der Psychophysik (1860). Zde formuloval své největší objevy, na prvním místě pak tzv. Weber-Fechnerův zákon (část objevu totiž musel přiznat Ernstu Heinrichu Weberovi). Obecně se Fechner snažil popsat vztah mezi fyzickým a psychickým. Ten je podle něj paralelní, neboť v jádru jde o jedinou skutečnost nazíranou z různého směru. Proto také každá změna systému se projeví jak v mysli, tak na těle. Fechner k ilustraci tohoto "psychofyzického paralelismu" používal často metaforu ohnuté mince - její ohyb je patrný na obou stranách, je to stále ten stejný ohyb, jen na každé straně vypadá v závislosti na úhlu pozorování jinak. Mezi myslí, tělem a světem je pak spojovací článek - senzorický systém, tedy smysly. Ten však nefunguje dokonale a mysl smyslové podněty často dekóduje nepřesně, což se Fechner pokusil dokázat mnoha různými experimenty. Když chtěl tento vztah nějak kvantifikovat, musel si právě vypomoci výsledky Weberovými - Weber totiž hledal nejmenší rozdíl intenzity mezi dvěma podněty, který by vedl ke vzniku různého vjemu. Za tím účelem definoval tzv. rozdílový práh, přičemž zjistil, že rozdílový práh se mění v závislosti na velikosti podnětu. Rozvinutím této zákonitosti došel Fechner k větě, jíž se proslavil: "Vzrůstá-li intenzita podnětu řadou geometrickou, pak roste intenzita počitku řadou aritmetickou" (což je tedy onen Weber-Fechnerův zákon, matematicky vyjádřeno k=dI/I, přičemž k je konstanta, I je intenzita základního podnětu a dI je přírůstek intenzity podnětu odpovídající nejmenšímu znatelnému rozdílu). Zjednodušeně řečeno: čím silnější je podnět, tím ho jedinec relativně méně vnímá - škála, na níž se vedle sebe skládají počitky je jakoby menší než škála možných podnětů. U slabších podnětů naopak člověk dokáže rozlišit i jemnější intenzity, poměr mezi intenzitou podnětu a intenzitou vjemu není tak pokřiven.
Dalšími jeho slavnými experimenty byly ty se světlem (které ho také stály načas zrak). Fechner se totiž snažil dokázat, že barvy hmoty neexistují a jsou pouze konstrukcí naší mysli. Podle svého přesvědčení to dokázal tím, že experimentální osoby vystavoval zábleskům bílého světla. Zjistil, že když jsou záblesky dostatečně rychlé, vzniká zvláštní optická iluze, lidé začínají vnímat namísto světla bílého různé barevné odstíny (někdy se jim říká Fechnerovy barvy). Jako první se - právě v souvislosti s výzkumem vnímání barev - začal rovněž zabývat synesteziemi.
Za pomoci psychofyziky se pokusil rozřešit i problém estetiky, tedy objevit, jaké tvary a rozměry objektů lidé vnímají jako příjemné. Vytvořil deset obdélníků s různými poměry stran a žádal osoby v experimentu, aby vybraly ten "nejlepší a nejhorší" obdélník. Došel nakonec k tomu, že ideální poměr stran obdélníku je 3:5 a 5:8. V článku, kde tyto objevy publikoval, tedy Vorschule der Aesthetik z roku 1878, patrně jako první užil pojem medián. Obecně zdůrazňoval, že základem fyziky i psychologie musí být statistika.
Navzdory tomu, že v psychologii a fyzice vsadil na experiment, na poli filozofie nikdy nepřekročil mez hegelismu. Učil, že celý vesmír je duchovního charakteru a hmota je pouze vnějším projevem duchovní reality. To, co se jeví jako fyzické, je "samo o sobě" psychické - každý autonomní systém v přírodě je tedy autonomní jen zdánlivě, ve finále se znovu vrací k původnímu celku, tedy univerzálnímu duchu. Tvrdil dokonce, že vše má vědomí (organicky živé se liší tím, že má navíc duši). Po smrti se duše podle něj stává součástí "paměti Boží". Svou ideu jakéhosi "univerzálního vědomí" rozvinul zvláště v práci Zend-Avesta: oder über die Dinge des Himmels und des Jenseits z roku 1851.
Za svůj život napsal také více než čtyřicet satir a básní pod pseudonymem Dr. Mises.